# Daloon
Daloon (kinesisk: Den store drage) er en dansk fødevareproducent, grundlagt i 1960 af kineseren Sai-chiu Van i Charlottenlund under navnet Vans Produkter. I 1970 flyttede virksomheden til Nyborg.
Planen var egentlig at Sai-chiu Van skulle vende tilbage til Kina efter et kort ophold i Danmark, men på grund af først den japanske besættelse af Kina i 1937, siden anden verdenskrig og endelig revolutionen i Kina opgav han det efter et par år og blev i Danmark. 
De første danske forårsruller blev fremstillet i Vans kælder i Charlottenlund, nord for København. 
Efter at Van havde fået sin første ordre fra en pølsevogn i Tivoli, stod det hurtigt klart, at der var behov for større lokaler. I Brønshøj fandt Van nogle egnede lokaler, som virksomheden i foråret 1961 flyttede ind i. Igen i 1964 måtte man flytte til en større fabrik, og samtidig skiftede Vans Produkter navn til Daloon, som på kinesisk betyder den store drage. 
I 1970 flyttede Daloon fra København til en nybygget fabrik i Nyborg, og i 1973 blev datterselskabet Daloon Lebensmittel GmbH etableret som et salgskontor i Tyskland. Koncernen blev i 1983 udvidet med en fabrik i Rudkøbing på Langeland og i Newark, England. Senest opkøbte Daloon i 2001 den svenske virksomhed Lecora AB. 
På en god dag kunne fabrikken i Brønshøj i begyndelsen af 60'erne ved hjælp af seks gasblus til pandekagefremstilling og nogle "rulledamer" sende 3-400 forårsruller på gaden. Produktionen er i årenes løb blevet automatiseret, for eksempel ved konstruktionen af en pandekagemaskine i midten af 1960'erne og opfindelsen af en forårsrullemaskine, som blev taget i brug i 1977. Hvor de hurtigste medarbejdere kunne rulle op til 6.000 ruller om dagen kan en rullemaskine producere over 30.000 stk. 
Daloons produkter afsættes i dag på en lang række europæiske markeder, hvor Storbritannien, Tyskland og de skandinaviske markeder er de vigtigste, men Daloon har også en betydelig eksport til f.eks. Frankrig, Finland, Spanien, Østrig og Schweiz. Forårsrullerne er fortsat Daloons hovedprodukt, og koncernen producerer i dag over 100 forskellige varianter fra 20-200 g til tilberedning i friture, pande og ovn. Daloons sortiment er de senere år blevet udvidet med mange forskellige orientalske snackprodukter som supplement til de danske specialiteter, som virksomheden har lavet gennem mange år. 
Sai-chiu Van afgik i en alder af 90 år ved døden den 14. februar 2003, men virksomheden blev ført videre af hans yngste søn Hemming Van.
Daloons bedst kendte produkt er forårsruller.
Administrerende direktør var Hemming Van. Han afgik fra sin stilling efter salget af Daloon til hollandske Goodlife Foods, frem til 2019 Izico, som er ejet af den hollandske kapitalfond Egeria. Izico sælger frosne snackprodukter fra fabrikker i bl.a. Holland og Belgien. Salget blev annonceret i december 2015.

## Ekstern kilde/henvisning
- Daloons hjemmeside

|  | Denne artikel er mærket geografiske koordinater mangler og der er defineret et hovedkvarter Pt. kan skabelonen, som sættes denne besked, ikke håndtere geografiske koordinater på et hovedkvarter. Men der arbejdes på sagen. Du kan hjælpe ved at indsætte koordinater i wikidata. |